# David Pignol
Pour les articles homonymes, voir Pignol.
Pas d'image ? Cliquez ici

a Compétitions nationales et continentales officielles uniquement.

David Pignol, né le 27 août 1984 à Montauban, est un joueur de rugby à XV évoluant au poste de centre.

## Palmarès
- Champion de France Pro D2 2007
- Champion de France Espoirs 2007